# Pampa del Castillo

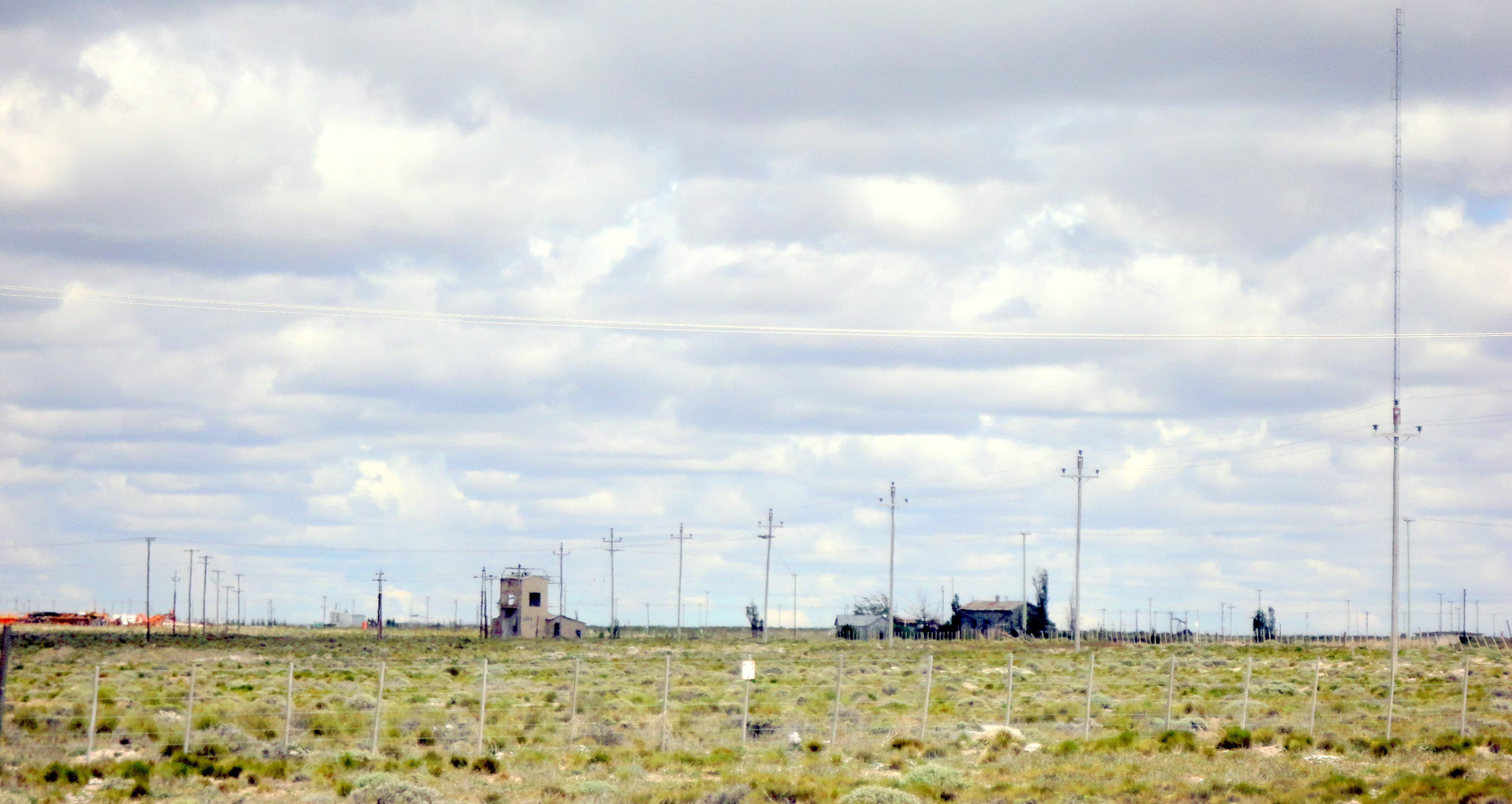
La estación Pampa del Castillo y algunas viviendas abandonadas de lo que fuera la localidad desde la ruta 26.

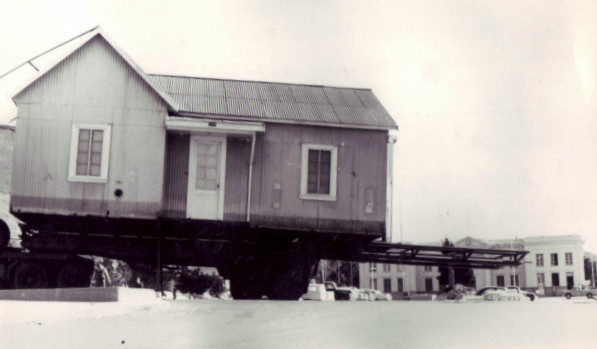
Casa de chapa desarticulada de los campamentos y puesta a la venta en la administración de YPF.

Pampa del Castillo es una localidad argentina ubicada en el Departamento Escalante, provincia del Chubut. Nació como estación del Ferrocarril de Comodoro Rivadavia a Colonia Sarmiento y campamento petrolífero de YPF. Se sitúa en las coordenadas 45°47′22″S 68°03′44″O, sobre la Ruta Nacional 26, en el cruce con la Ruta Provincial 37 y en el cruce con la 39, a 42 km al oeste de Comodoro Rivadavia.
Aunque esta continuamente habitada por trabajadores del yacimiento petrolero, no posee habitantes estables.

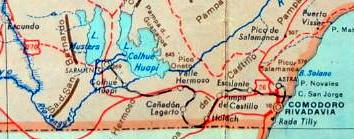
Pampa del Castillo entre las localidades más importantes del ferrocarril en 1962.

## Toponimia
El nombre de la localidad y su estación surge de la denominación tradicional que se le da a esta parte del territorio del Chubut, comprendida por una planicie alta mesetaria. Las planicies de la zona están comprendidas en la "mesetas patagónicas". Actualmente, la zona que rodea a lo que fue la localidad del campamento petrolero aun conserva su nombre. Esto se debe a que bautiza al extenso yacimiento petrolero sobre el que se asienta. El yacimiento es visitado por los trabajadores petroleros en forma continua.

## Geografía
Se ubica a 725 m s. n. m., sobre la Pampa homónima en plena meseta patagónica. En invierno, son frecuentes las nevadas y las condiciones climáticas son adversas. Según la clasificación de Ángel Lulio Cabrera, este sitio forma parte del Distrito fitogeográfico del golfo San Jorge.
A pesar del durísimo clima el pueblo prosperó en esta hostil zona que no posee cursos de aguas permanentes en la superficie, pero si manantiales y mallines en sus alrededores.
En 1938 la agudeza del clima invernal tuvo su registro histórico. La gran nevada que azotó toda la zona lindante a Pampa del Castillo y más allá; bloqueó todos los caminos y vías. El evento fue retratado en las primeras páginas de la revista Caras y Caretas. En las imágenes se puede ver como una locomotora y una cuadrilla embisten la nieve para despejar el paso.

## Historia

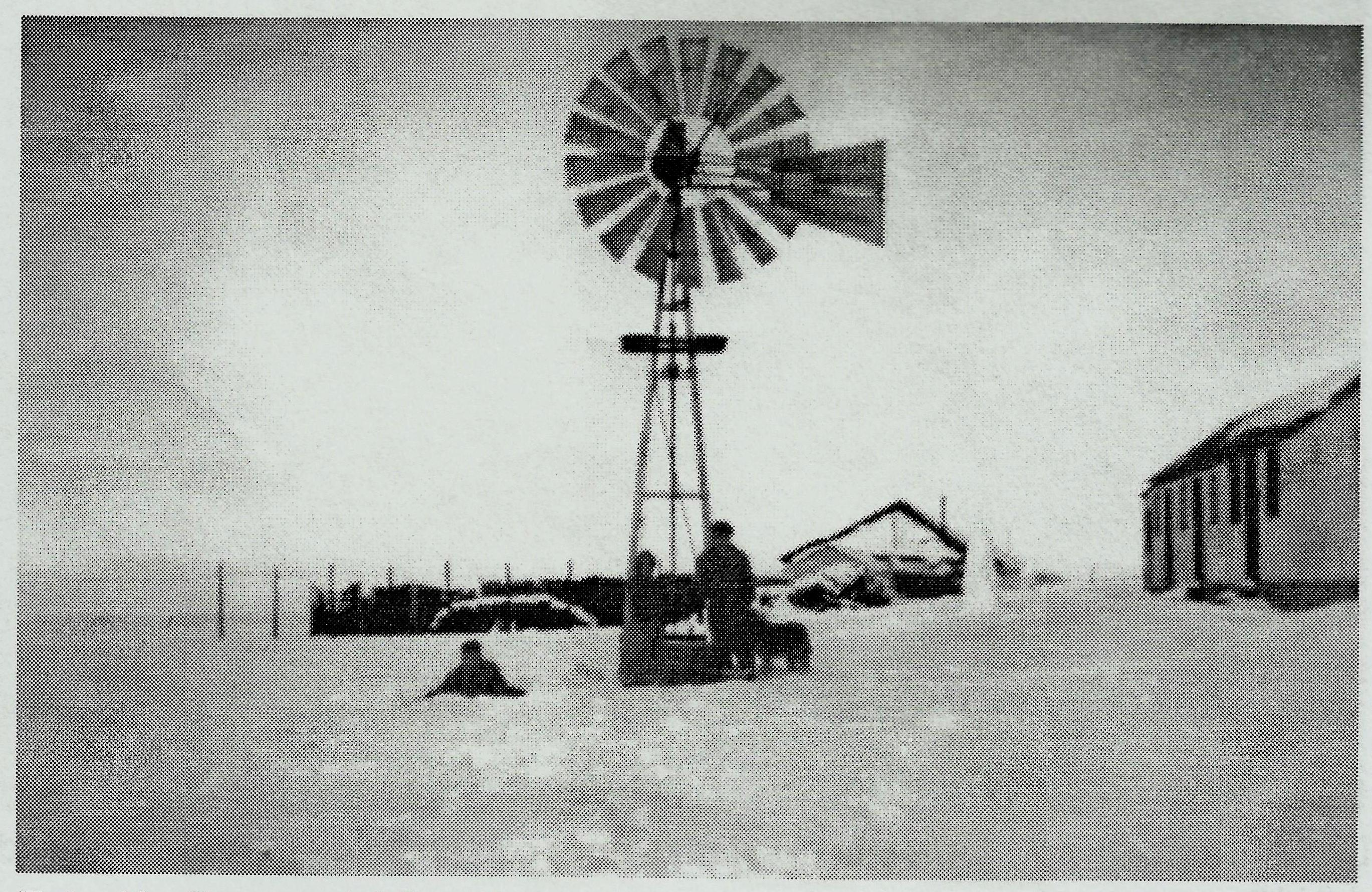
Algunas viviendas de la localidad en sus inicios. Las mismas debían recurrir a molinos con bombas para extraer agua de las napas.

Nació como estación del desaparecido Ferrocarril de Comodoro Rivadavia. La misma se inauguró en 1914. 
La zona de Pampa del Castillo cobró gran relevancia cuando se descubrieron entre 1928 y 1936 los grandes yacimientos del llamado flanco norte, como Cañadón Perdido, Diadema Argentina, Escalante, Manantiales Behr, El Trébol, El Tordillo, etc.
La localidad prosperó a principios de siglo XX durante la década de 1930 albergando familias norteñas especialmente de Catamarca y La Rioja. Ya que, el principal motivo del establecimiento del poblado fue mantener concentraciones obreras cercanas a las fuentes de explotación de YPF. La empresa estatal fue reemplazando aquellas antiguas y voladizas carpas de lona improvisadas al borde de la boca de pozo y llevó a los campamentos a transformarse en verdaderos pueblos.
Desde los primeros tiempos de los campamentos el cine estuvo presente. En espacios como los clubes, galpones, comedores o salones sociales YPF desarrollaba intensas jornadas de proyección fílmica. Su auge se daría desde la década de 1940. Los campamentos eran visitados por camiones que tenían en la caja bastidores recubiertos de arpillera, con afiches pegados y grandes caracteres pintados a la tiza, convocando a los vecinos al estilo de viejos buhoneros. Todos los cines poseían separaciones gregarias. Al pullman iban los jerárquicos y a la platea los subordinados. Las proyecciones tenían contenido ideológico nacionalista favorable al periodo peronista, sin matices del conflicto social en su gran mayoría.
El Campamento era visitado por el carnicero o el verdulero, ambos de YPF, dos veces por semana. Cada habitante compraba lo que deseaba. Además, había vendedores particulares como pescadores: vendedores de masas dulces, como rosquitas, tortas y las traía en su canastita y hasta se daban cita aquí comerciantes con mercaderías variadas como heladerías que llegaban desde Comodoro, todos los días.
Mantenía estrecha relación con los demás campamentos de YPF y otras empresas privadas, con encuentros de Intercampamentos que ofrecían espectáculos deportivos y culturales. El ambiente según sus propios habitantes fue de índole paradisíaco con una empresa que proveía todo; lo que hacía al ámbito tan familiar. Además, se tuvo gran vinculación con Cañadón Perdido, Manantiales Behr, Campamento El Tordillo, Escalante y El Trébol, los principales de la empresa.
La importancia de los clubes deportivos en los campamentos petroleros era canalizar las expectativas de participación del personal de la empresa. Estos al estar impedidos de participar de las decisiones políticas que estaban en manos de la empresa, debían canalizarse en alguna otra dirección. Entre 1915 y 1946 se crearon más de 20 clubes en distintos campamentos. Asimismo, los clubes no sólo concentraban la atención deportiva, sino que también eran ámbito propicio para el desarrollo de bailes en sus instalaciones y reuniones sociales.
A partir de la segunda mitad del siglo XX el poblado decayó rápidamente a causa de la merma del ferrocarril frente a los automóviles. Aún para 1951 su población era contada entre las pocas localidades que la línea Comodoro Rivadavia a Colonia Sarmiento recorría. No obstante, en el informe del Ferrocarril Patagónico efectuado en 1957 se enumera las localidades significativas de todo el Ferrocarril de Comodoro Rivadavia a Sarmiento. La lista solo menciona a Comodoro, los barrios-localidades comodorenses y Sarmiento. En tanto, las demás poblaciones intermedias entre ambas punta de rieles fueron clasificadas como rurales y con la simple descripción escasa población.
Según informaciones aportadas por un censo de trabajadores de los yacimientos estatales de Comodoro Rivadavia, en 1962, la composición de la mano de obra mostraba un aumento relativo del número de nacionales, que había crecido hasta constituir el 21,3% de la población. Uno de los últimos registros de la localidad se dio en un mapa del instituto geográfico militar de los años 1960. En este documento se escribió el nombre de la estación-localidad con tinta negrita lo que indicaba alta importancia para el ferrocarril o cantidad poblacional relevante.
El declive definitivo devino cuando entre 1960 y 1970, YPF decide que levantaría un gran número de campamentos - localidades. Fueron movilizadas las familias desde el interior de los cañadones hacia el ámbito costero de zona norte de Comodoro Rivadavia. También, se trasladaron las chapas de las casas para la construcción de las nuevas, dejando el paisaje más despoblado. Finalmente, el golpe de gracia que terminó de despoblar esta localidad, así como muchas de la zona, fue la clausura definitiva del ferrocarril en 1978. 
Ya sin actividad el ferrocarril obtiene su último registro histórico a nivel nacional que vino de la mano de la película del Rey. La misma muestra imágenes de año 1985. En este rodaje se ven las instalaciones ferroviarias de Pampa del Castillo con sus vías y elementos de señalización ferroviarias en perfecto estado como su campana de llamada, bancos puertas, ventas y cartel nomenclador. Todos elementos pintados y conservados que hoy no existen. Esto indicaría que las instalaciones del ferrocarril fueron resguardadas por lo menos hasta la clausura definitiva de 1992 a manos de Menem. 
Para los años 1990 las estaciones y apeaderos del ferrocarril tenían sus instalaciones aun conservadas. Cada punto del ferrocarril tenía caminos y eran de fácil acceso. A pesar de estar en tierras privadas eran accesibles. Todos estos puntos se constituían como museos a cielo abierto; que gracias a sus basureros históricos daban muestras de como era la vida cotidiana en los pueblos del ramal. La situación de conservación aceptable del ferrocarril que se mantuvo en los años 1990 fue retratada en un mapa que recogió gran parte del trazado ferroviario y los principales puntos. Sin embargo, ya mostraba un trazado incompleto solo conservado bien desde un sector Ciudadela hacia Diadema; mientas que había tramos parciales desde Ciudadela hacia Comodoro y Astra. Por último, el mapa informó que Pampa del Castillo, Escalante y Diadema fueron los únicos puntos poblacionales relevantes entre Sarmiento y Comodoro, confirmando la caída de importancia y población de las demás localidades.
Lamentablemente, la industria petrolera alteró las condiciones y el más grande de los basural histórico se fue perdiendo. El golpe de gracia de este y la mayoría de estos lugares histórico vino con el levantamiento ordenada por Das Neves en 2006.
La zona sigue manteniendo producción petrolera  y es paso del acueducto Jorge Carstens. Gracias a esto, su nombre sigue resonando en las poblaciones cercanas por problemas y novedades en el acueducto o en su yacimiento.
Actualmente, prevalecen algunas viviendas. En ellas, un almacén-bar que vende víveres y bebidas a los viajeros o trabajadores petroleros con 2 habitantes estables. Además, la zona rural que rodea a lo que fuera el pueblo está estimada en 596 habitantes en un radio de 7 kilómetros.

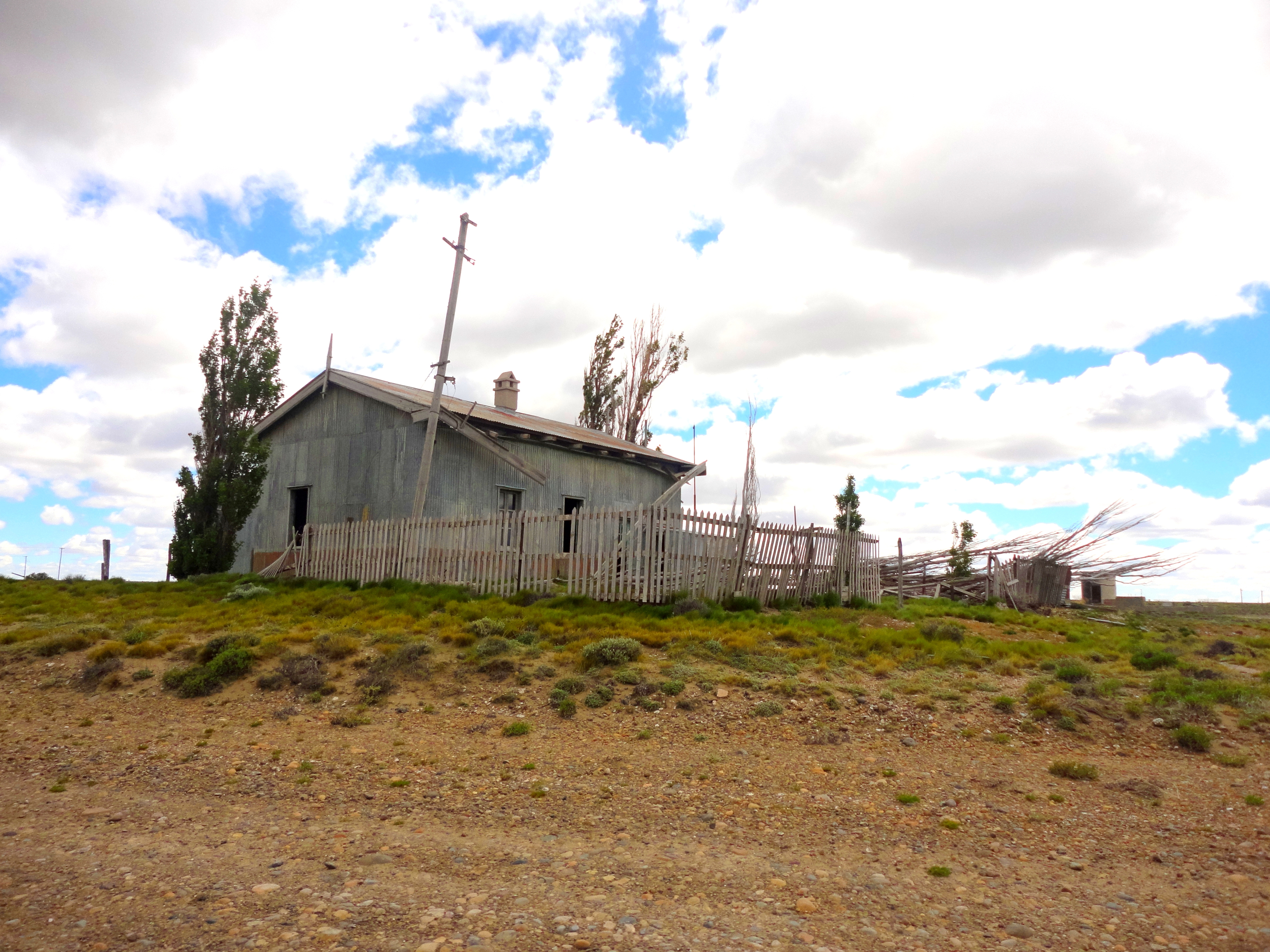
La estación Pampa del Castillo abandonada y azotada por el clima de la región.

## Economía

### Ganadería
La zona con sus valles y zonas húmedas está históricamente dedicada a la cría de ganado ovino por excelencia.

### Producción vitivinícola
Desde 2022 se implantó en un valle cercano a la localidad un proyecto de viñedos. En 2023 se avanzó con la primera hectárea de cultivo plantada con una proyección de diez hectáreas previstas en el proyecto final. Los cultivos fueron adaptados a las condiciones ambientales de una zona que presenta normal variabilidad de suelos y eventualmente presencia de roca calcárea, caracterizado por la gran amplitud térmica. En la zona no hay presencia de plagas ni enfermedades lo que genera condiciones que prometen que este proyecto se posicione entre los mejores de la provincia.

### Producción de hidrocarburos
El primer pozo data de 1935, y, además de extraerse petróleo, también produce gas en pequeñas cantidades.
El yacimiento ubicado en los alrededores de la localidad se denomina Pampa del Castillo – La Guitarra y, desde octubre de 2001, es operado por Enap Sipetrol. En 2017, el grupo CAPEX se hizo cargo de Pampa del Castillo, que cedió la chilena ENAP Sipetrol, con buenos resultados según las estadísticas oficiales: al inicio de aquel traspaso, el área producía 589 metros cúbicos por día, mientras que en la actualidad ha elevado hasta los 771 metros cúbicos, lo que significa casi un 31% de incremento.

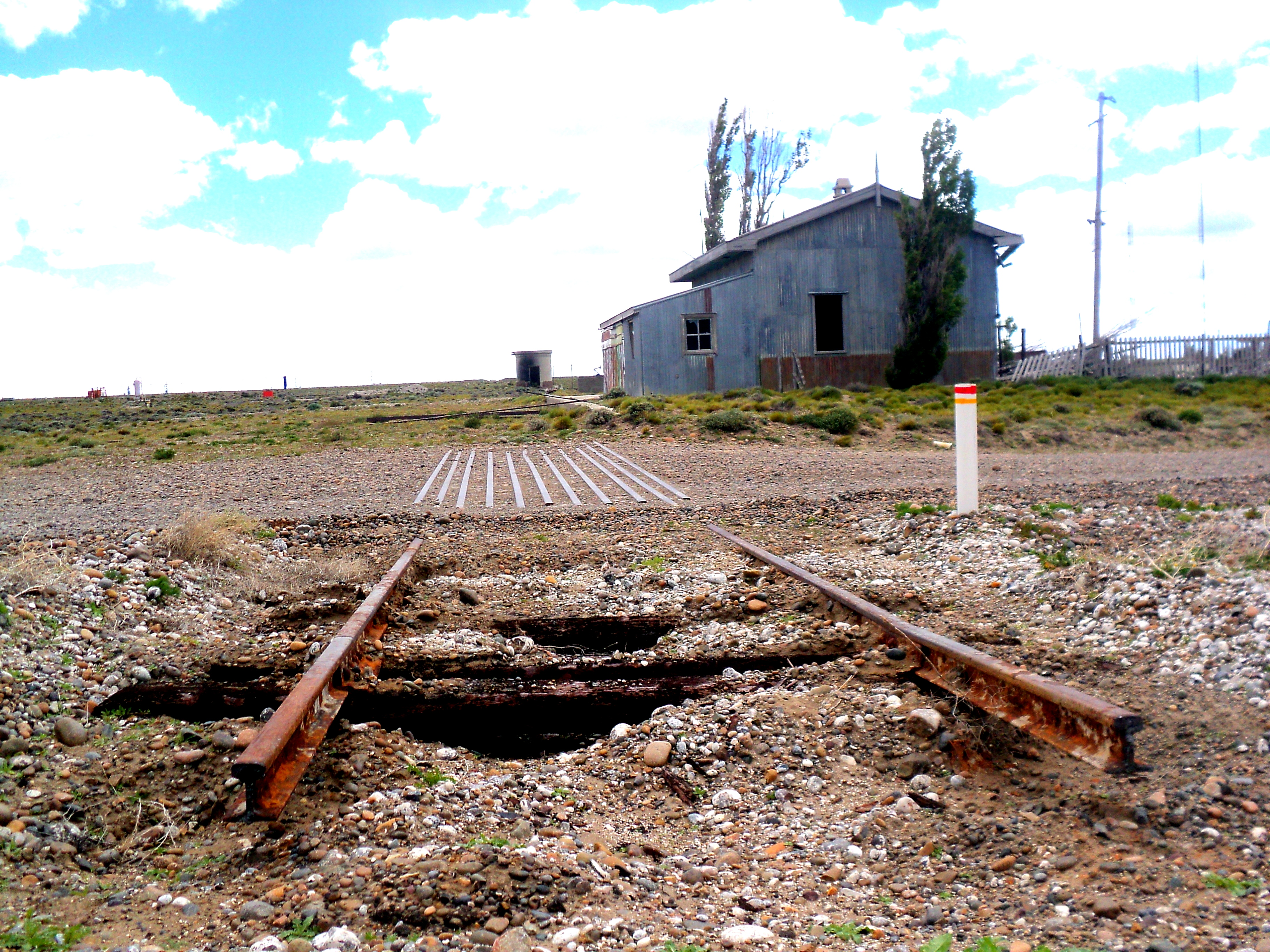
La estación Pampa del castillo una trama de vías que aún sobrevive en sus cercanías. También sobreviven los árboles plantados por los ferroviarios.

## Galería

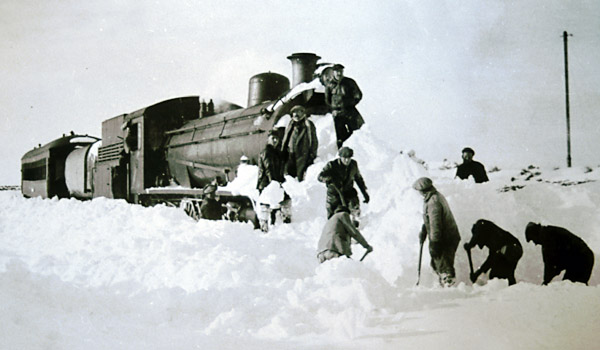
Locomotora cubierta con nieve, cerca de la estación, hacia 1950.
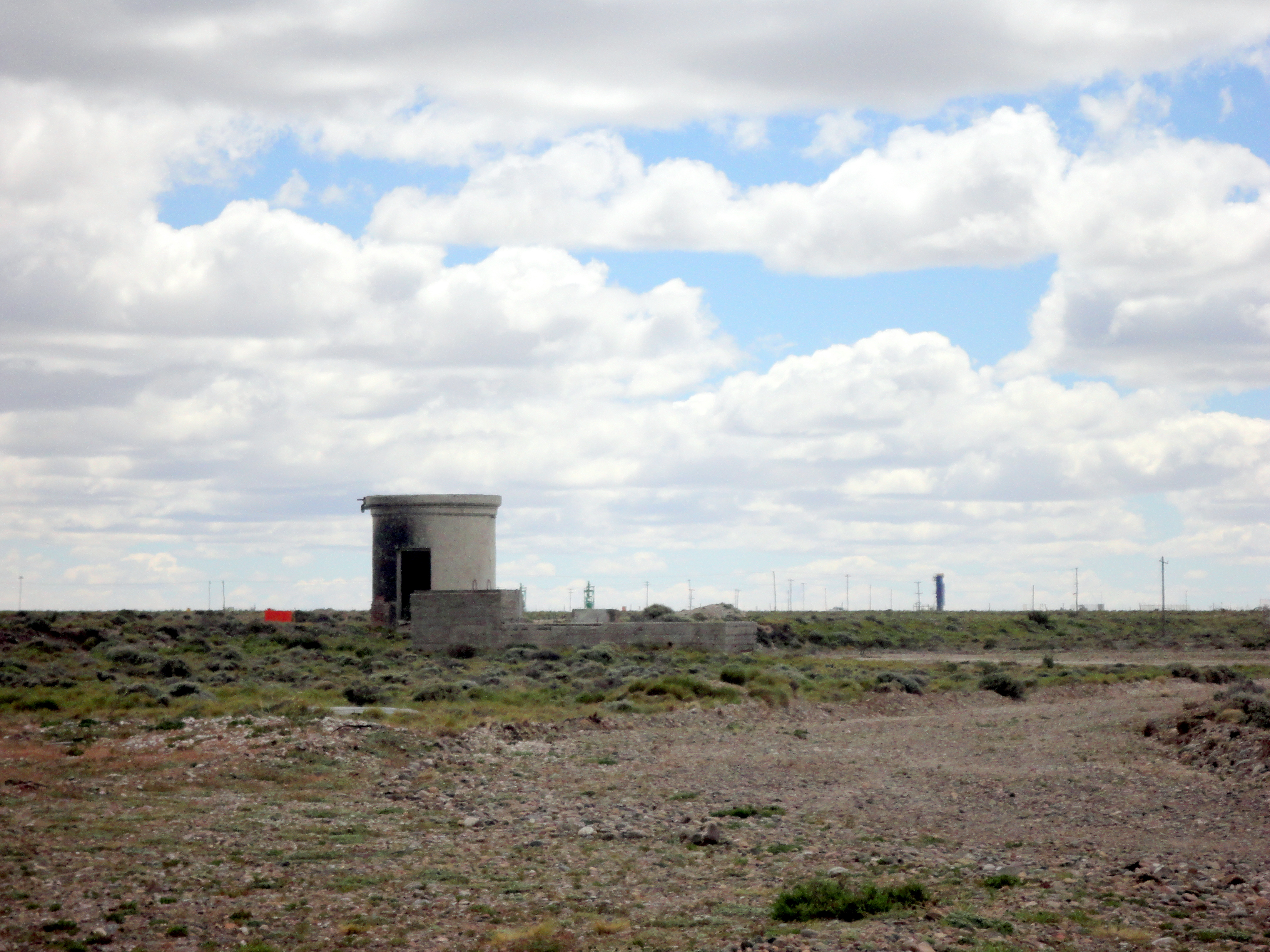
Tanque de agua sin su recipiente de metal en la ex estación Pampa del Castillo. A su costado está el aljibe de gran profundidad para abastecer del preciado líquido aún intacto.